# 高岭镇 (都安县)
高岭镇，是中华人民共和国广西壮族自治区河池市都安瑶族自治县下辖的一个乡镇级行政单位。

## 行政区划
高岭镇下辖以下地区：
高岭社区、定福村、三联村、三合村、江城村、塘仑村、弄池村、德康村、龙洲村、江中村、正玄村、八合村、合旺村、复兴村、加庭村、加全村、金竹村、五峒村、宜江村、加茶村、福民村和弄名村。